# Trichosteleum lachmanii
Trichosteleum lachmanii är en bladmossart som beskrevs av Maurice Bizot 1974. Trichosteleum lachmanii ingår i släktet Trichosteleum och familjen Sematophyllaceae. Inga underarter finns listade i Catalogue of Life.